# ترتفورد (آلاباما)
ترتفورد (به انگلیسی: Trafford) شهرکی در شهرستان جفرسون ایالت آلاباما است که مساحت آن ۶٫۳۲ کیلومترمربع است و در سرشماری سال ۲۰۱۰ میلادی، ۶۴۶ نفر جمعیت داشته و تراکم جمعیتی آن، ۱۰۲٫۲۲ نفر در کیلومترمربع بوده است.